# Циамопсис
Циамопсис (лат. Cyamopsis) — род растений подсемейства Мотыльковые (Faboideae) семейства Бобовые (Fabaceae),  помещаемый ранее в семейство лат. Papilionaceae, которое было переведено ранг подсемейства.
Самый известный представитель рода Cyamopsis tetragonolobus — Гуар, или Циамопсис четырехкрыльниковый, служащий источником гуаровой камеди, широко используемой в косметике и парфюмерии.
Выращивают циамопсис в Индии, Пакистане, Бирме, Кении и др.
Род состоит из пяти видов:
- Cyamopsis dentata (N.E.Br.) Torre
- Cyamopsis psoraloides DC.
- Cyamopsis senegalensis Guill. & Perr.
- Cyamopsis serrata Schinz
- Cyamopsis tetragonoloba (L.) Taub. — Гуар, или Циамопсис четырехкрыльниковый, или Гороховое дерево